# مريبيل صفصافي
مريبيل صفصافي (الاسم العلمي:Meripilus salignus) هو نوع من الفطريات يتبع جنس المريبيل من الفصيلة المريبيلية.